# Helixanthera parasitica
Helixanthera parasitica är en tvåhjärtbladig växtart som beskrevs av João de Loureiro. Helixanthera parasitica ingår i släktet Helixanthera och familjen Loranthaceae. Inga underarter finns listade i Catalogue of Life.